# David Wenham
David Wenham (* 21. září 1965, Marrickville) je australský herec, který se objevil ve filmech, televizních seriálech i divadelních inscenacích.
Známý je pro svou roli v trilogii Pán prstenů kde ztvárnil Faramira. Díky této roli se stal uznávanou celebritou celosvětově. Také hrál ve filmu 300: Bitva u Thermopyl nebo v seriálu SeaChange.
Má na svém kontě řadu ocenění a nominací. Z nichž nejvýznamnější je asi cena za herecký výkon na Australian Film Institute Awards (AFI) v roce 2003.